# Robert Bringhurst
Robert Bringhurst (Los Angeles, 16 ottobre 1946) è un poeta, scrittore e tipografo canadese.

## Biografia
Trascorse la prima parte della vita in vari luoghi dell'ovest statunitense e canadese (Utah, Montana, Wyoming, Alberta, Columbia Britannica) e studiò architettura, linguistica e fisica al Massachusetts Institute of Technology, e letteratura comparata e filosofia all'Università dello Utah, nonché alla Indiana University e all'Università della Columbia Britannica.
Bringhurst ha insegnato letteratura, storia dell'arte e storia della tipografia presso varie università e ha ricevuto finanziamenti dal Canada Council for the Arts, dal Social Sciences and Humanities Research Council of Canada, e dalla Fondazione Guggenheim a sostegno della sua attività di studioso con il Guggenheim Fellowship. . Oggi vive sull'isola di Quadra, vicino alla città di Campbell River, nella Columbia Britannica.
È l'autore di The Elements of Typographic Style, manuale di tipografia in cui tratta di tipi di carattere, glifi, e della disposizione visuale e geometrica dei caratteri tipografici. Ha tradotto in inglese opere di poesia epica della mitologia haida e i Frammenti di Parmenide.

## Opere

### Poesia
- The Shipwright's Log - 1972
- Cadastre - 1973
- Eight Objects - 1975
- Bergschrund - 1975
- Tzuhalem's Mountain - 1982
- The Beauty of the Weapons: Selected Poems 1972-82 - 1982 (candidato al Governor General's Award)
- Tending the Fire - 1985
- The Blue Roofs of Japan - 1986
- Pieces of Map, Pieces of Music - 1986
- Conversations with a Toad - 1987
- The Calling: Selected Poems 1970-1995 - 1995
- Elements (con disegni di Ulf Nilsen) - 1995
- The Book of Silences - 2001
- Ursa Major - 2003 (finalista al Dorothy Livesay Poetry Prize 2004)
- New World Suite Number Three: A poem in four movements for three voices - 2006

### Prosa
- Visions: Contemporary Art in Canada (con Geoffrey James, Russel Keziere e Doris Shadbolt) - 1983
- Ocean/Paper/Stone - 1984
- The Raven Steals the Light (con Bill Reid) - 1984
- Shovels, Shoes and the Slow Rotation of Letters - 1986
- The Black Canoe (con fotografie di Ulli Steltzer) - 1991
- Boats Is Saintlier than Captains: Thirteen Ways of Looking at Morality, Language, and Design - 1997
- Native American Oral Literatures and the Unity of the Humanities - 1998
- A Short History of the Printed Word (con Warren Chappell) – 1999 (Breve storia della parola stampata, edizione italiana a cura di Livia Cattaneo e Alessandro Colizzi, Milano, Sylvestre Bonnard, 2004, ISBN 88-86842-83-X)
- The Elements of Typographic Style - 1992, edizioni riviste nel 1996, 2004, 2005 (Gli elementi dello stile tipografico, edizione italiana a cura di Lucio Passerini, Milano, Sylvestre Bonnard, 2001, ISBN 88-86842-26-0)
- The Solid Form Of Language: An Essay On Writing And Meaning – 2004 (La forma solida del linguaggio: saggio su scrittura e significato, Milano, Sylvestre Bonnard, 2006, ISBN 88-89609-25-7)
- The Tree of Meaning: Thirteen Lectures - 2006
- Everywhere Being is Dancing - 2007

### Traduzioni
- Masterworks of the Classical Haida Mythtellers (trilogia):
  - A Story As Sharp As a Knife: The Classical Haida Mythtellers and Their World - 1999 (candidato al Governor General's Award nel 2000)
  - Nine Visits to the Mythworld - (una reinterpretazione delle storie del narratore di miti Ghandl dei Qayahl Llaanas, raccolte nel 1900 da John Reed Swanton - 2000 (finalista al Griffin Poetry Prize 2001)
  - Being in Being: The Collected Works of a Master Haida Mythteller - Skaay of the Qquuna Qiighawaay - 2002
- Parmenide, The Fragments - 2003